# Aix Maurienne Savoie Basket
L'Aix Maurienne Savoie Basket è una società cestistica avente sede ad Aix-les-Bains, in Francia. Fondata nel 2005 dalla fusione del Jeunesse Savoie Aixoise e del Maurienne Savoie Basket, gioca nel campionato francese.